# Cystoderma amianthinum
Цистодерма аміантова, шафранова парасолька (Cystoderma amianthinum) — вид грибів роду Цистодерма (Cystoderma). Сучасну біномінальну назву надано у 1889 році.

## Будова

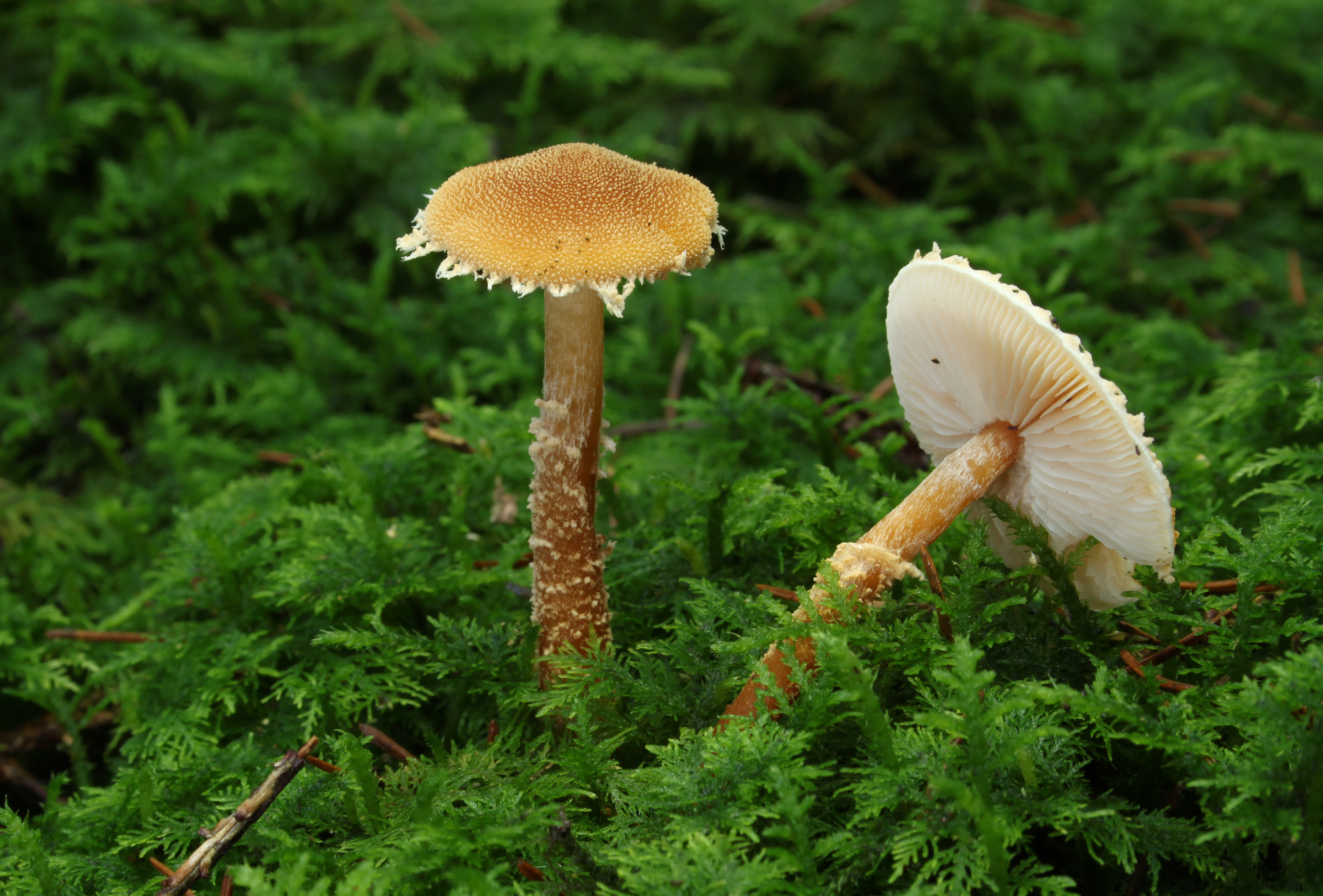
Два гриба Cystoderma amianthinum

Жовта шапинка 2-5 см зернисто–борошниста або дрібнозерниста із залишками покривала на краю. Вона здається тонкою, але м'ясистою. У молодих плодових тіл шапка має напівкруглу або випуклу форму, у зрілих — випуклорозпростерту. Пластини щільні, від білого до кремового кольору. Ніжка 7 см покрита борошнистим нальотом до кільця. Білувати м'якуш має запах цвілі. Спори білі.

## Життєвий цикл
Зустрічається у січні-листопаді.

## Поширення та середовище існування
Широко-розповсюджений гриб, росте під хвойними деревами, у змішаних лісах, в траві, на болотах.

## Практичне використання
Цистодерма аміантова — маловідомий умовно їстівний гриб, який після неодноразових відварювань, вживають у свіжому вигляді. Схожий на деякі отруйні види Lepiota.